# 自杞
自杞（1100年—1259年）是东爨乌蛮（今彝族）于矢部建立的国家，位于今滇东、黔西南地区。

## 疆域
自杞西邻大理国，南邻宋朝邕州。辖地最初相当于今天的贵州省黔西南布依族苗族自治州。鼎盛时，以“弥鹿川”（今泸西）和“居匿弄甸”（今师宗）为中心，西至今昆明、南至今文山、马关，东至今贵州安龙、广西隆林、西林。都城为“必罗笼”（又称“弥鹿笼”），在今泸西县境内。

## 历史
自杞努力与宋朝交好，当时，宋朝对金朝作战，缺少马匹，多向自杞互市购买。阿谢在位期间，自杞击败罗殿和大理国。由于大理国和安南国的衰落，当时自杞成为云南至红河流域最强大的国家。1259年，蒙古帝国军队以折损十万兵马的代价，消滅了自杞。

## 历代君主和摄政
《彝文古籍与西南边疆历史》一书记载的自杞君主和摄政列表如下：
| 姓名         | 年號 | 在位時間       |
| ------------ | ---- | -------------- |
| 自杞         |      | 1100年－1136年 |
| 阿维         |      | 1136年－1158年 |
| 阿巳（摄政） |      | 1158年－1176年 |
| 阿謝         | 乾貞 | 1162年－1205年 |
| 阿摩         |      | 1205年－1240年 |
| 郍句         |      | 1240年－1259年 |